# Kathedrale von Pontoise

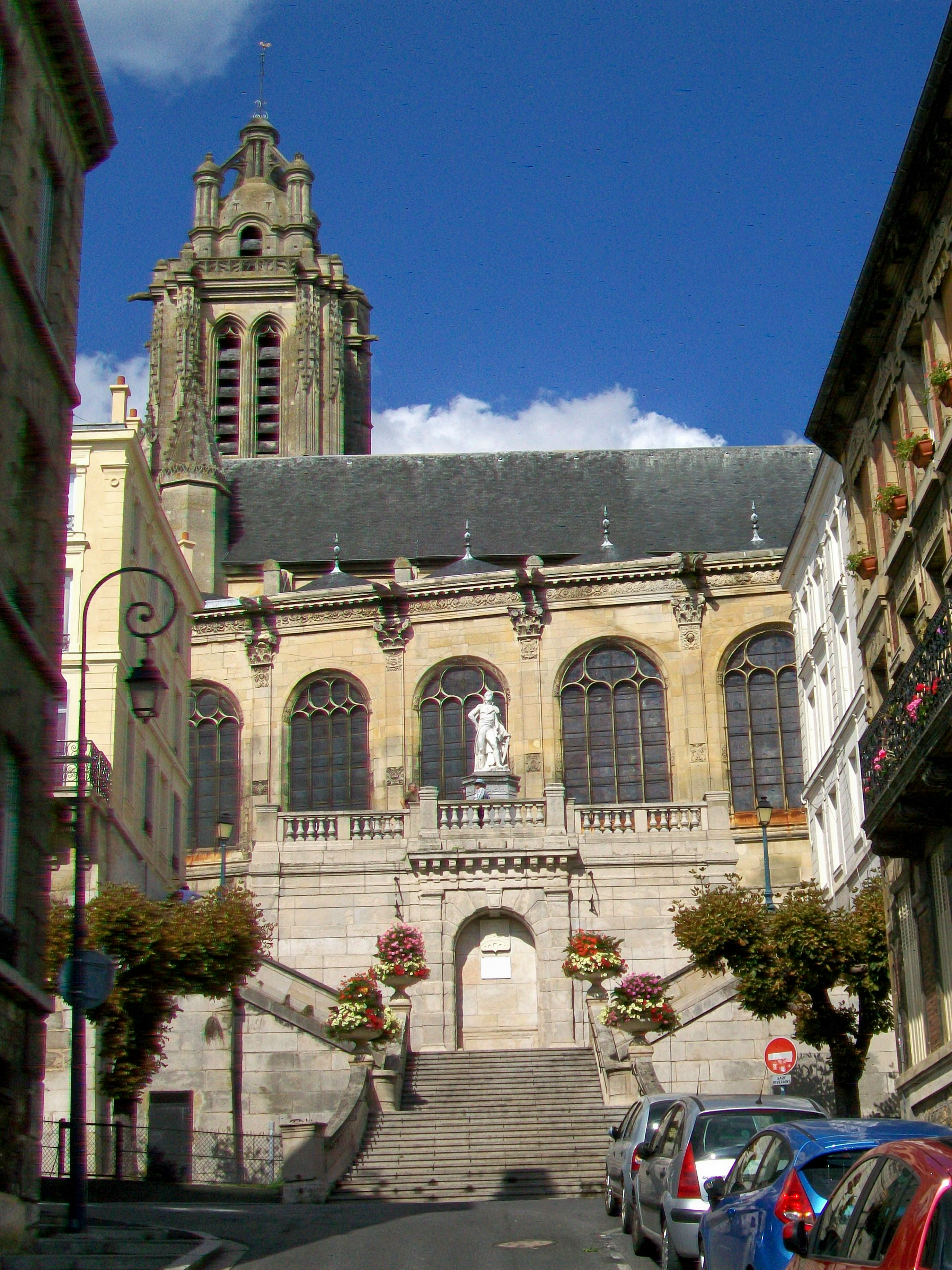
Kathedrale Saint-Maclou

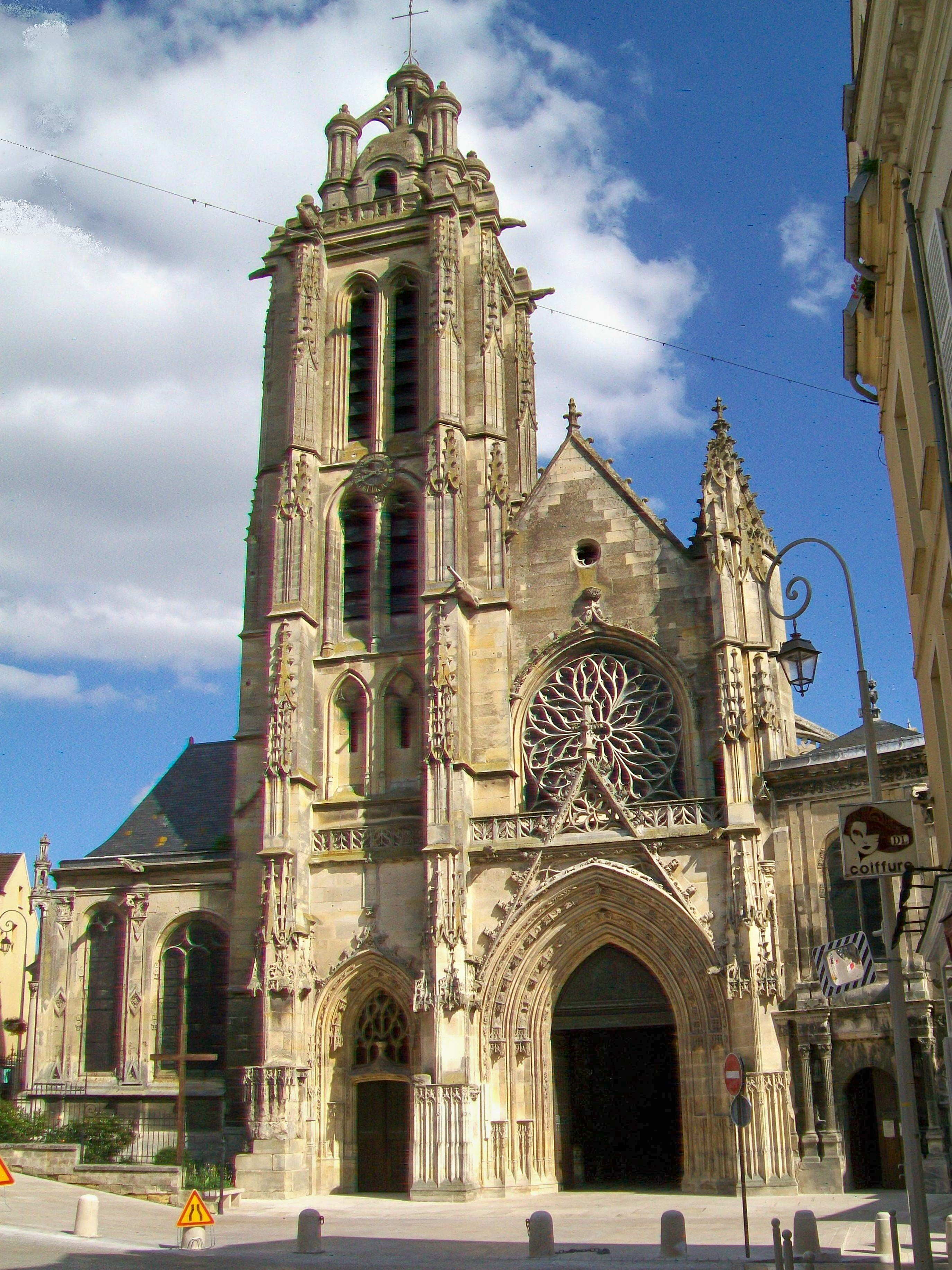
Westfassade

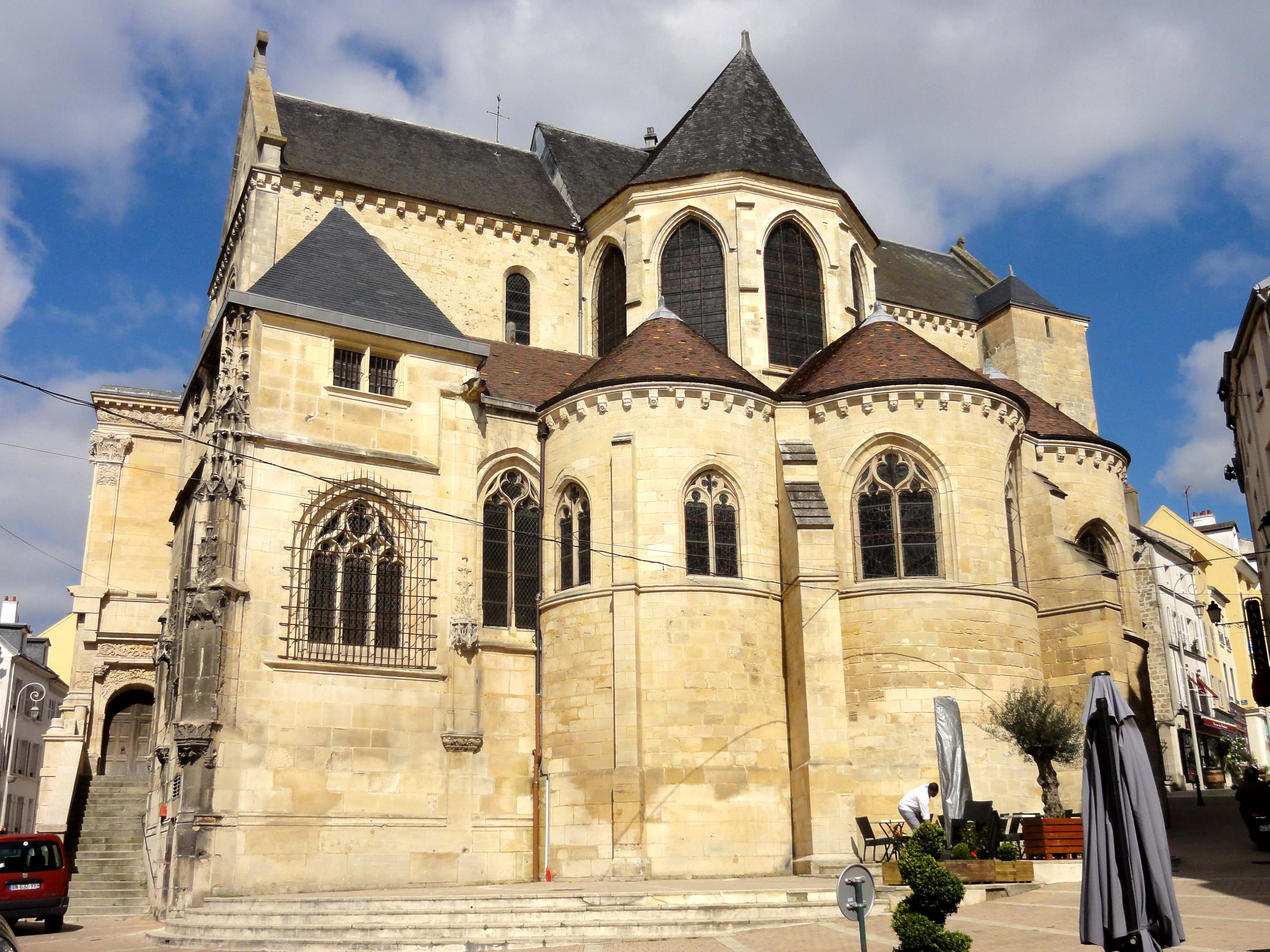
Chorhaupt

Die Kathedrale Saint-Maclou in Pontoise, einer Stadt im Département Val-d’Oise in der französischen Region Île-de-France, ist die Bischofskirche des 1966 neu gegründeten römisch-katholischen Bistums Pontoise. Die Kirche wurde in der Mitte des 12. Jahrhunderts im Übergang von der Romanik zur Gotik errichtet und im 15. Jahrhundert umgebaut und erweitert. Neben einer Grablegungsgruppe besitzt die Kirche Bleiglasfenster aus der Renaissance. Bereits im Jahr 1840 wurde die Kirche mit dem Patrozinium des heiligen Machutus (Maclou) als Monument historique in die Liste der Baudenkmäler in Frankreich (Base Mérimée) aufgenommen.

## Geschichte
Nach einer Quelle aus dem 17. Jahrhundert gab es bereits im Jahr 1090 an der Stelle der heutigen Kathedrale eine dem heiligen Maclou gewidmete Kirche. Eine andere Quelle aus dem 16. Jahrhundert erwähnt eine Kapelle, die im Jahr 1100 gebaut wurde und dem heiligen Eustachius gewidmet war. Der Bau der heutigen Kirche wird in die Zeit zwischen 1140 und 1165 datiert. Aus dieser Bauphase sind der Chor und das Querhaus erhalten. 
Im Jahr 1309 brachte ein Sturm den Vierungsturm und mehrere Joche des romanischen Kirchenschiffs zum Einsturz. In der zweiten Hälfte des 15. Jahrhunderts begann man mit der Vergrößerung der Kirche. Die Westfassade aus dem 12. Jahrhundert wurde abgerissen und das Langhaus um zwei Joche verlängert. Im Stil der Flamboyant-Gotik wurden eine neue Fassade und die beiden unteren Geschosse des Turmes errichtet. An der Stelle der nördlichen Apsiskapelle wurde die Sakristei gebaut. 
Ab 1525 wurde das nördliche Seitenschiff der alten Kirche abgebrochen und durch ein doppeltes Seitenschiff mit angebauten Kapellen ersetzt. Außerdem wurden die Passionskapelle und das Renaissanceportal zur Place du Grand-Martroy errichtet. Ab 1552 wurde der Turm mit einer Kuppel gedeckt und das südliche Seitenschiff mit seinen Kapellen angebaut. 
Im 17. und 18. Jahrhundert erhielt die Kirche eine barocke Ausstattung. Mit dem Ziel, die Kirche dem Zeitgeschmack anzupassen, entfernte man im Jahr 1732 das Tympanon des Hauptportals und die meisten der Bleiglasfenster. Nur in der Passionskapelle und im nördlichen Seitenschiff sind noch Renaissancefenster erhalten geblieben. Während der Französischen Revolution wurde der Skulpturenschmuck der Kirche zum großen Teil zerstört, die Kirche wurde zum Temple Saint-Maclou und als Versammlungsraum zweckentfremdet.

## Architektur

### Außenbau
Das Chorhaupt, der älteste Teil des Gebäudes, besteht aus einer harmonischen Kombination geometrischer Formen. Das Querhaus basiert auf einem rechteckigen Grundriss, die Apsis ist über einem Fünfeck, der Chorumgang und die Apsiskapellen sind über einem Halbkreis errichtet. Kräftige Strebepfeiler gliedern die Außenmauern. Der Dachansatz des Querhauses und der Apsiden ist mit Kragsteinen besetzt, die mit Menschen- und Tierköpfen sowie pflanzlichen Motiven verziert sind. 
In der Westfassade öffnen sich das Hauptportal und zwei kleinere Portale. In die Mitte der Fassade ist eine große Rosette eingeschnitten. An der Nordseite der Westfassade erhebt sich der auf den beiden oberen Stockwerken von hohen, gekuppelten Klangarkaden durchbrochene Glockenturm. Er wird von einer Kuppel mit Laterne bekrönt und an den Ecken von kräftigen, mit Fialen besetzten Strebepfeilern verstärkt. 

### Innenraum

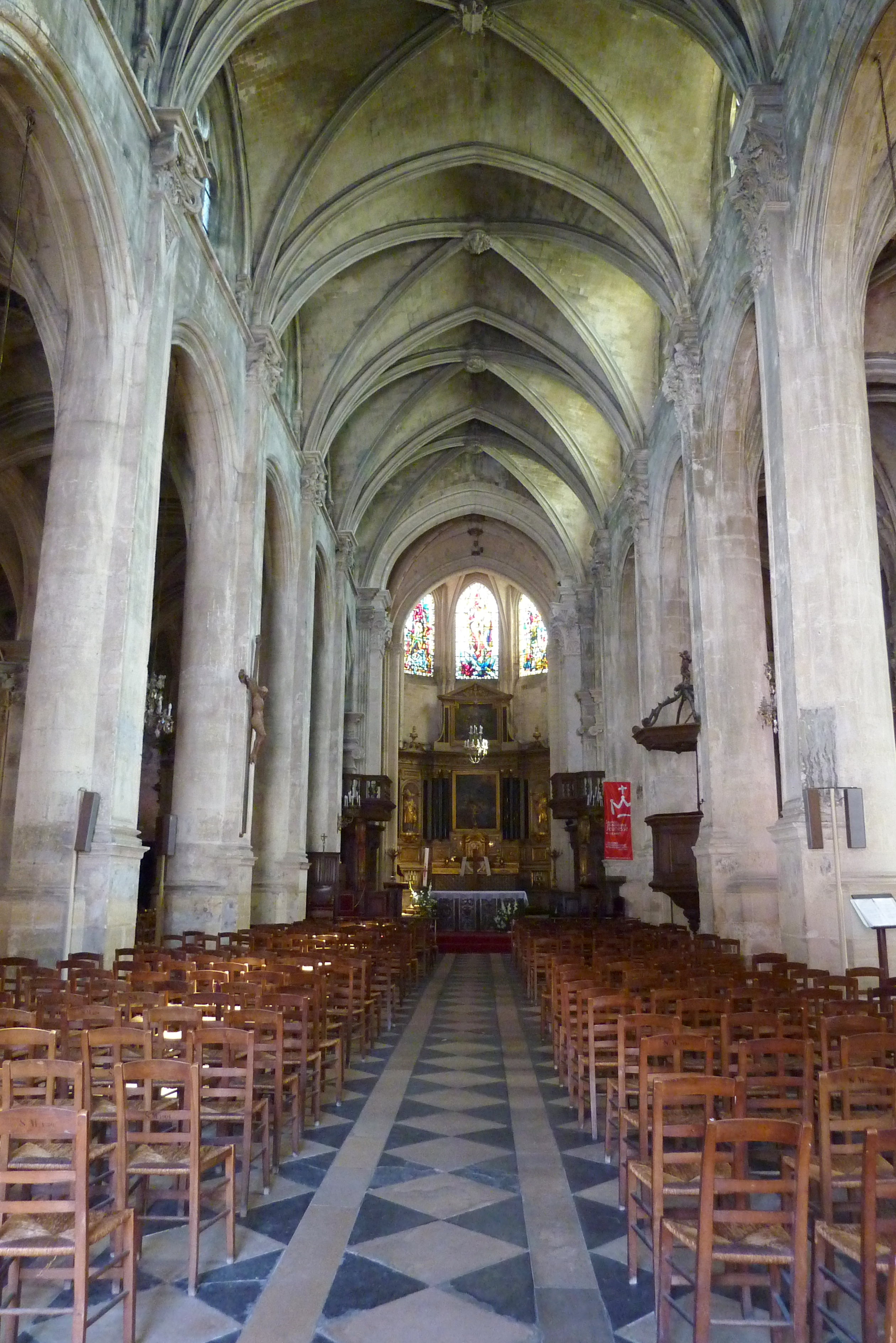
Innenraum

Das Langhaus ist in sieben Joche gegliedert. Weite Arkaden öffnen sich vom Hauptschiff zu den Seitenschiffen. Die Kapitelle des linken Seitenschiffs sind im Stil der Frührenaissance mit kleinen Figuren und Köpfen verziert, die Kapitelle der rechten Seite sind korinthisch inspiriert. Unter der Vierung ist noch das Kreuzrippengewölbe aus der Mitte des 16. Jahrhunderts erhalten. Auf den Schlusssteinen sind die Dreifaltigkeit und die Evangelisten mit ihren Symbolen dargestellt. Das Monogramm F verweist auf den französischen König Franz I. und die Halbmonde auf Heinrich II., der ihm 1547 nachfolgte. 
Die Kapitelle im Chorumgang werden in die Mitte des 12. Jahrhunderts datiert. Sie weisen den für die Romanik typischen Dekor auf: Sirenen, geflügelte Drachen, ineinander verschlungene Bänder, Köpfe, Fratzen, Akanthusblätter und Früchte.

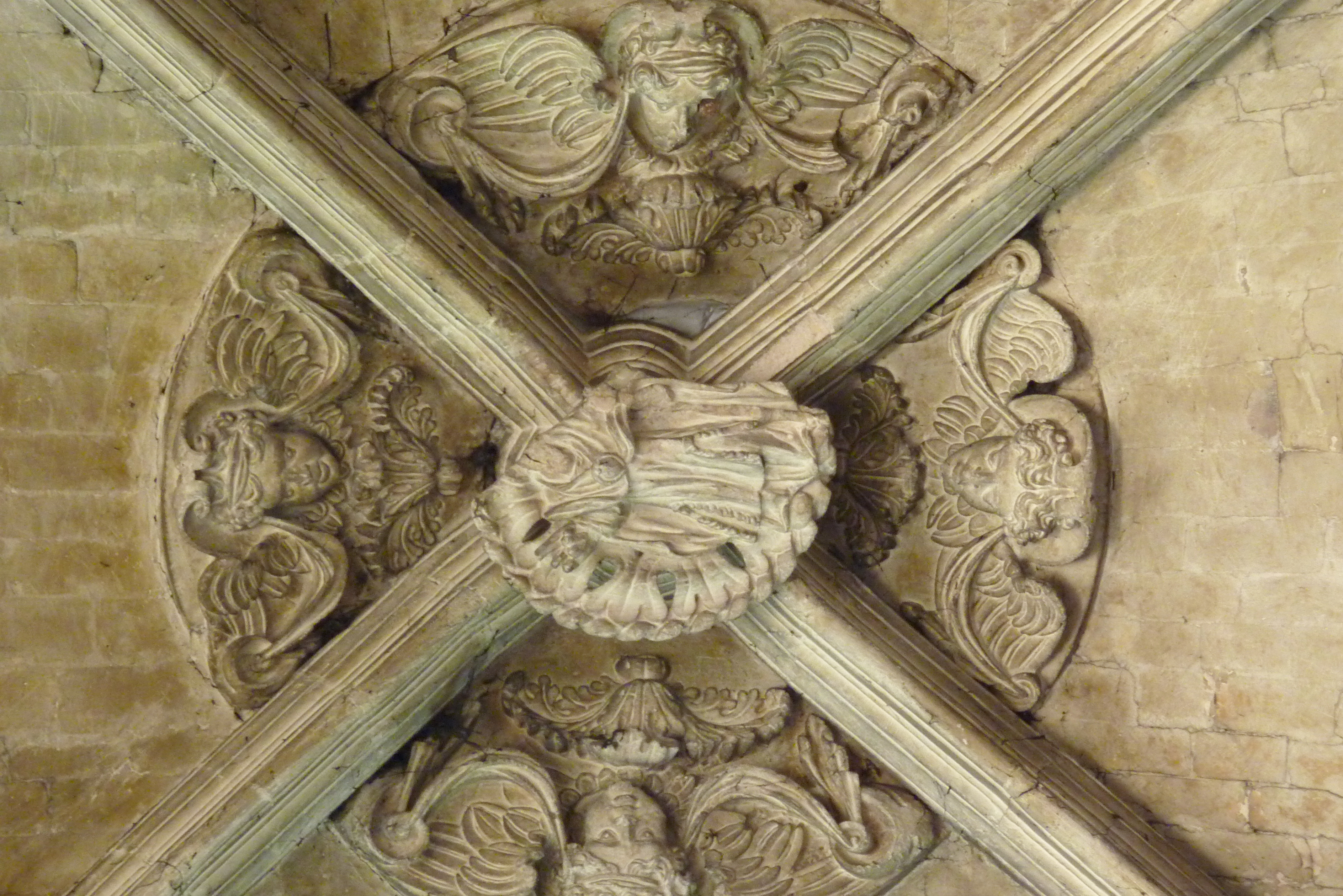
Schlussstein
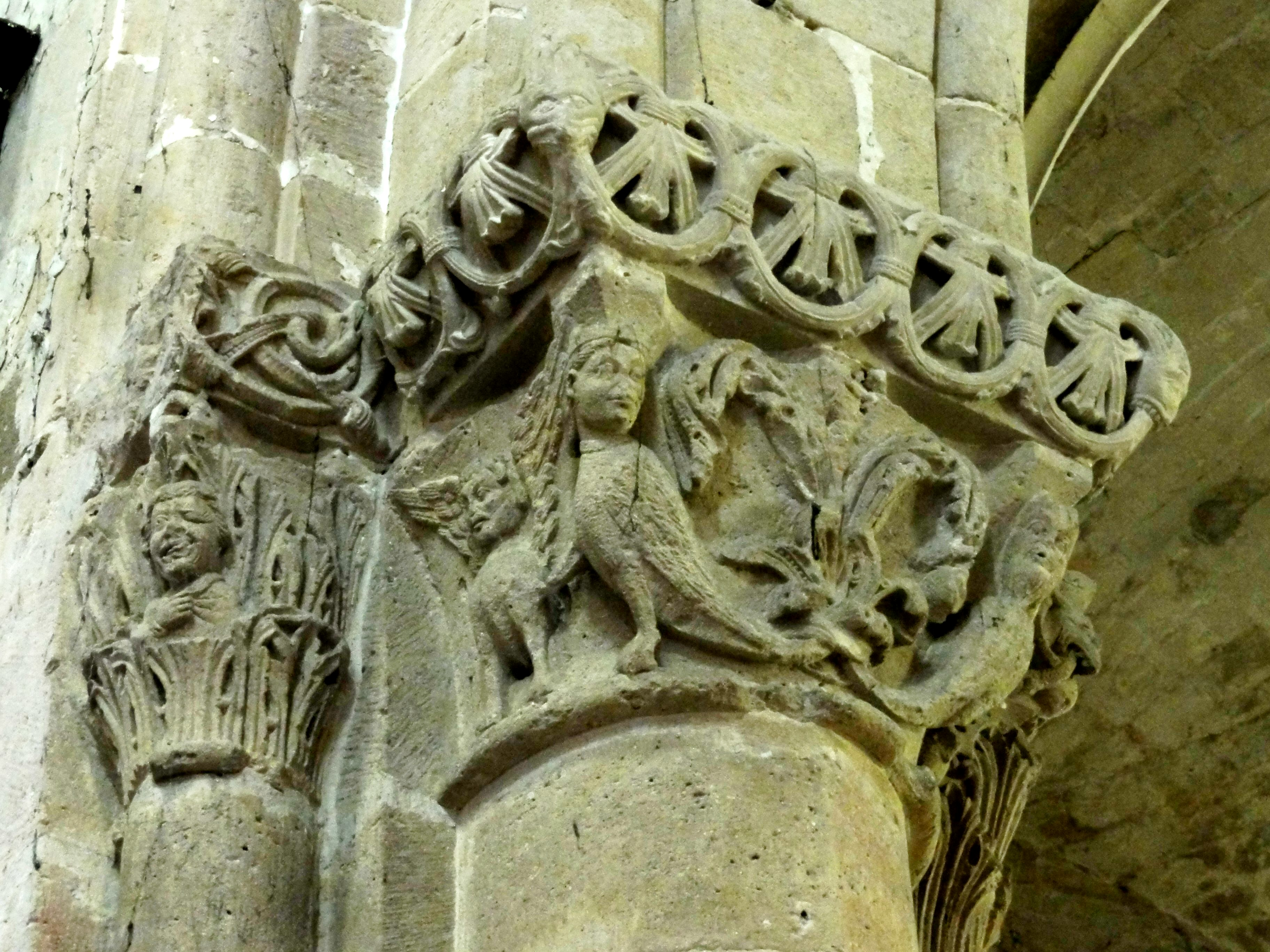
Romanische Kapitelle
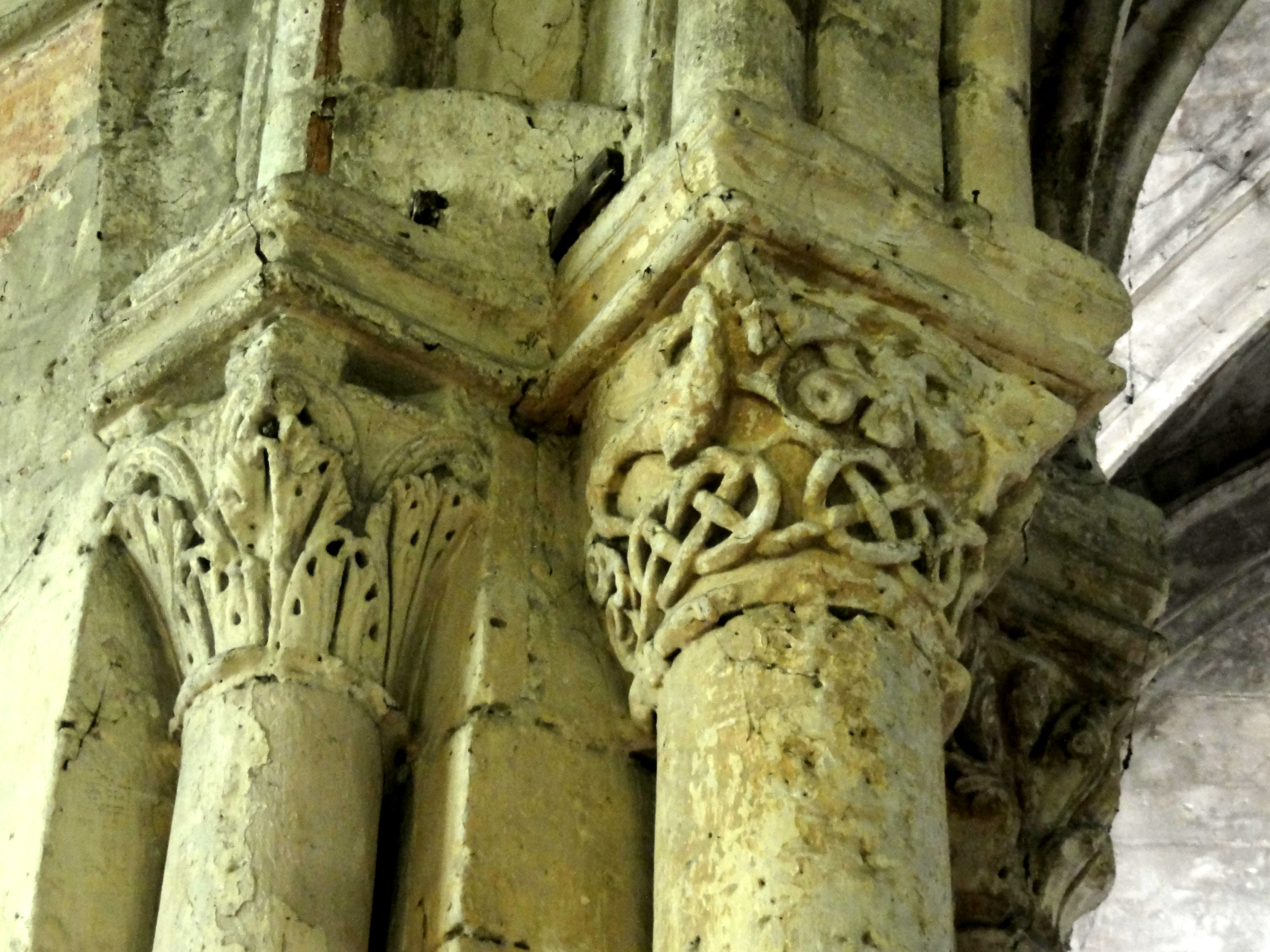
Romanische Kapitelle
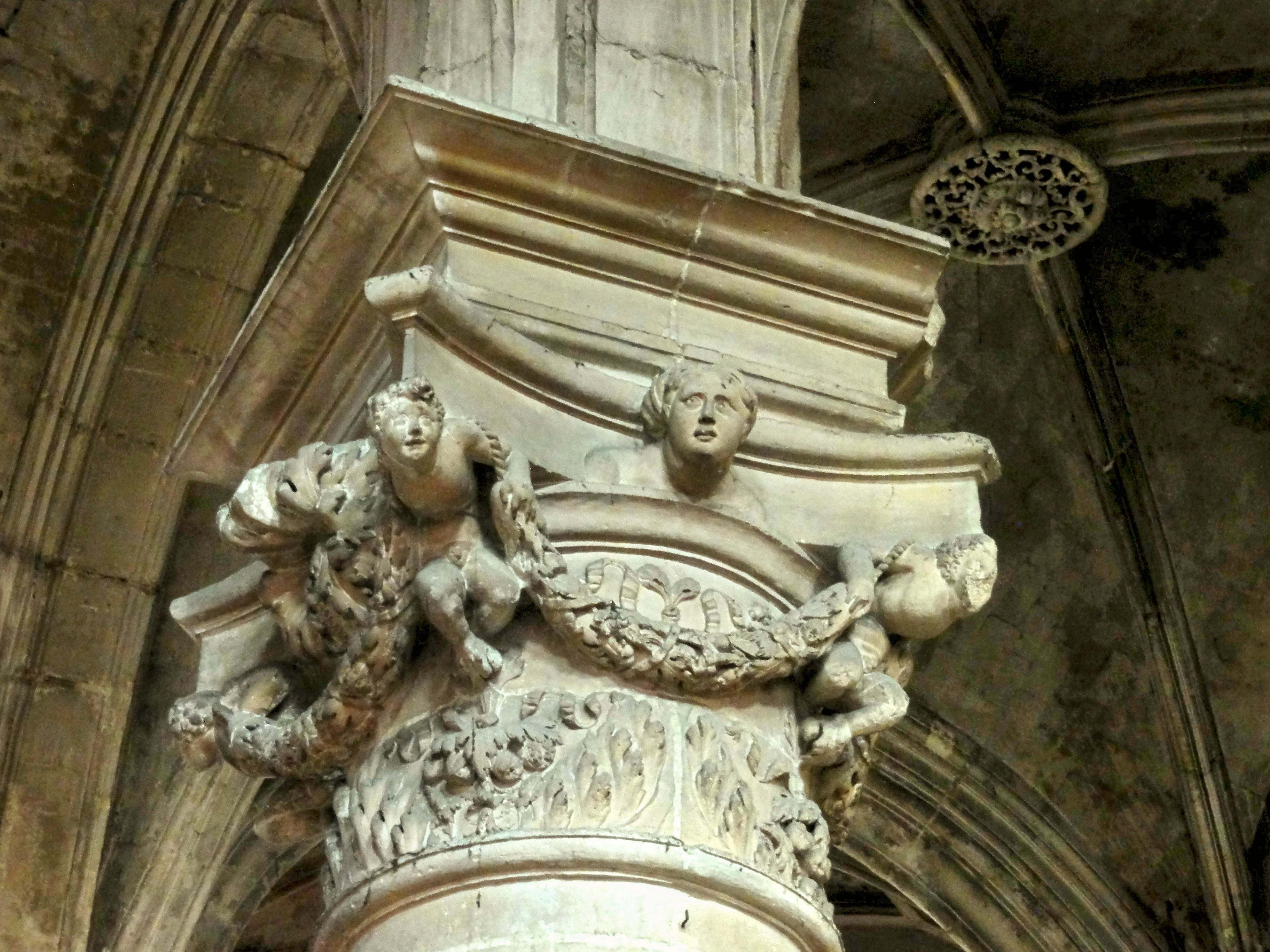
Renaissancekapitell

## Bleiglasfenster
Im 19. Jahrhundert wurden die noch erhaltenen Bleiglasfenster aus der Renaissance von verschiedenen Glasmalereiwerkstätten restauriert und neue Fenster geschaffen.
- Bleiglasfenster aus der Renaissance

Die Renaissancefenster in der Passionskapelle sind um 1545 entstanden. Der Glasmaler ist nicht bekannt. Auf den Fenstern werden die Kreuztragung, die Kreuzigung Christi, Szenen aus der Legende des heiligen Fiacrius (Fiacre), der Legende der heiligen Barbara, und die Geschichte von Susanna und den Greisen dargestellt. Das Fenster mit der Darstellung der Kreuzigung Christi ist mit der Jahreszahl 1545 datiert und geht vermutlich auf einen Entwurf des Malers Jean Cousin des Älteren (um 1490–um 1560/61) zurück.

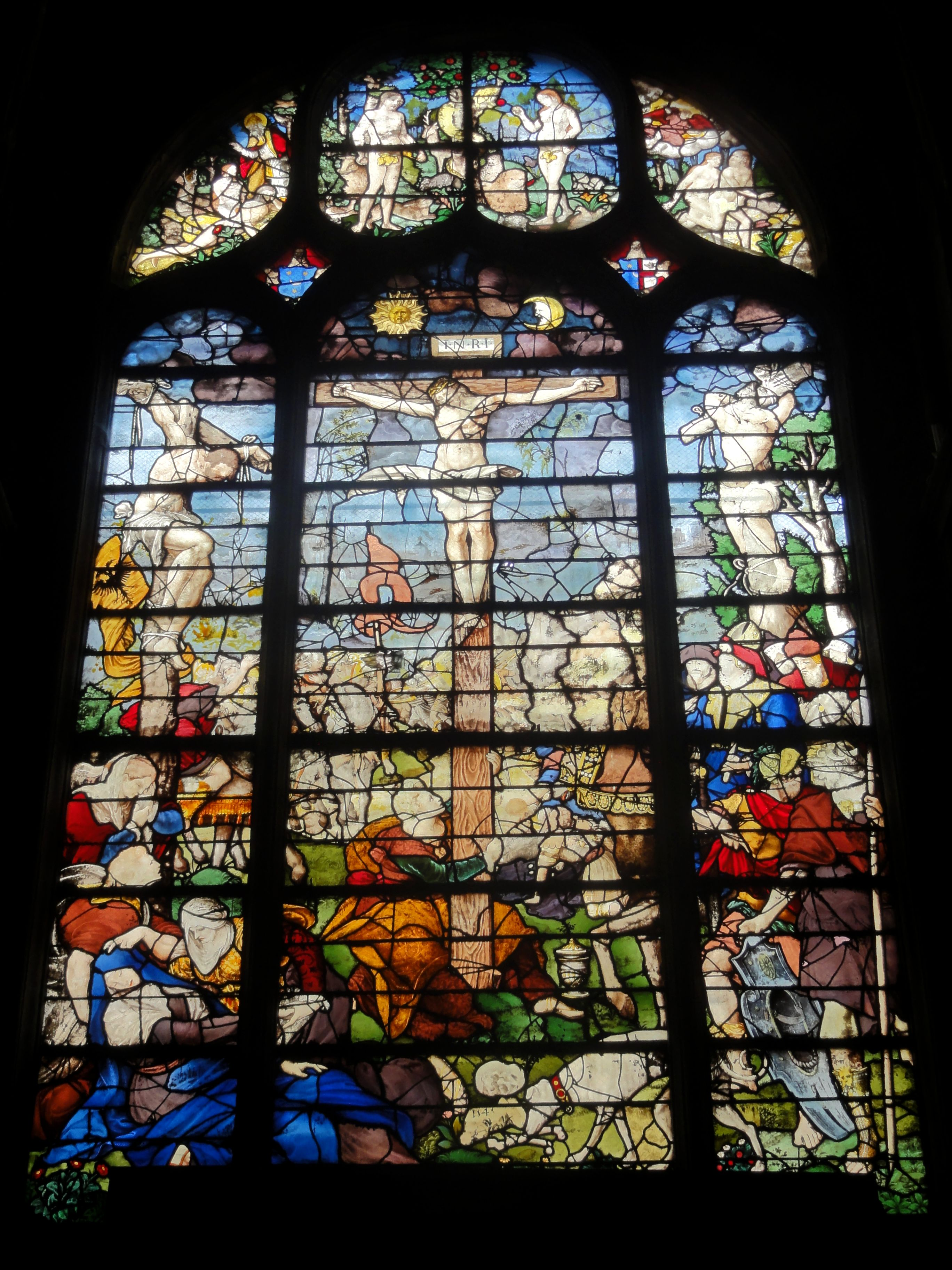
Kreuzigung Christi
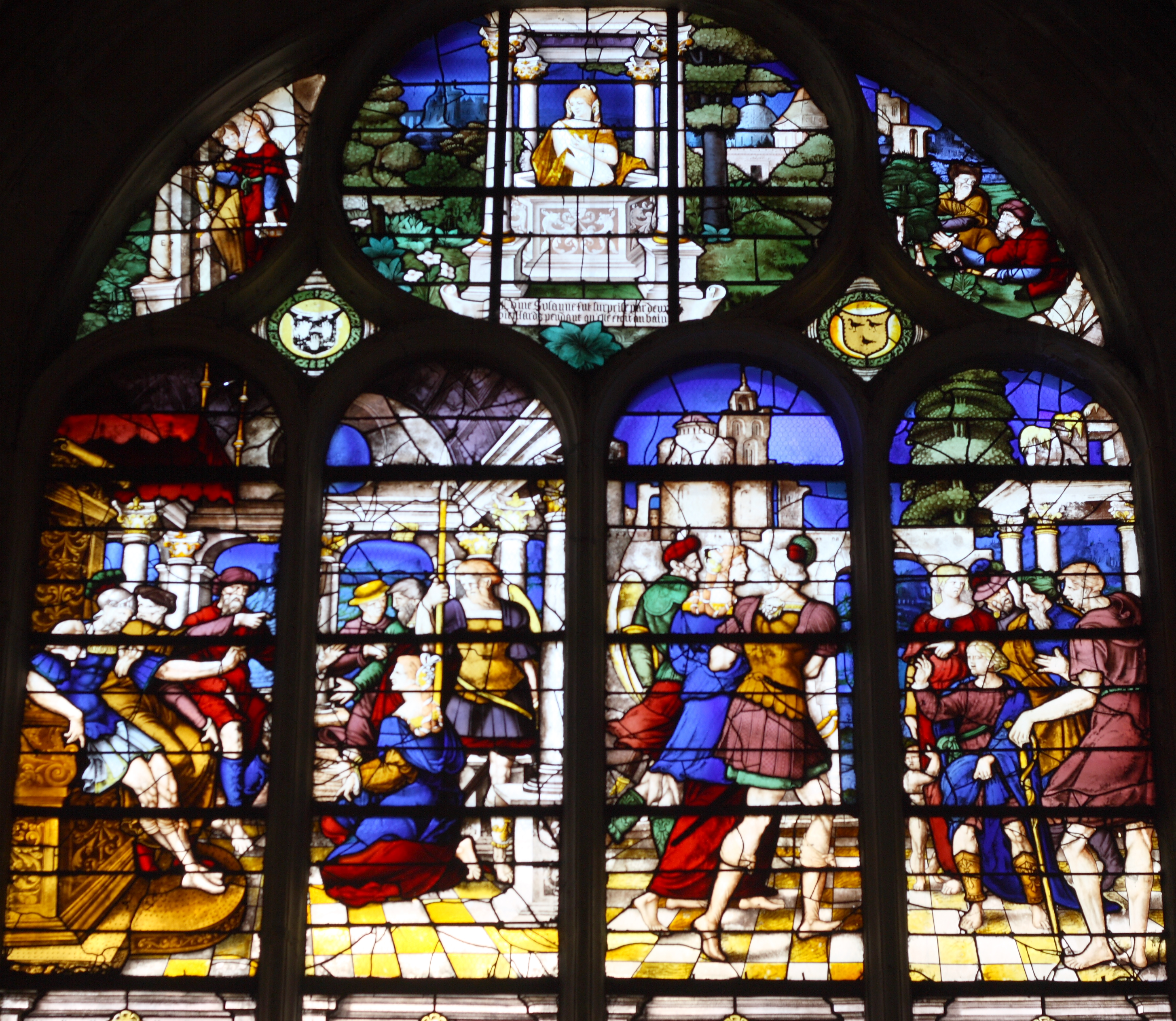
Susanna und die Greise
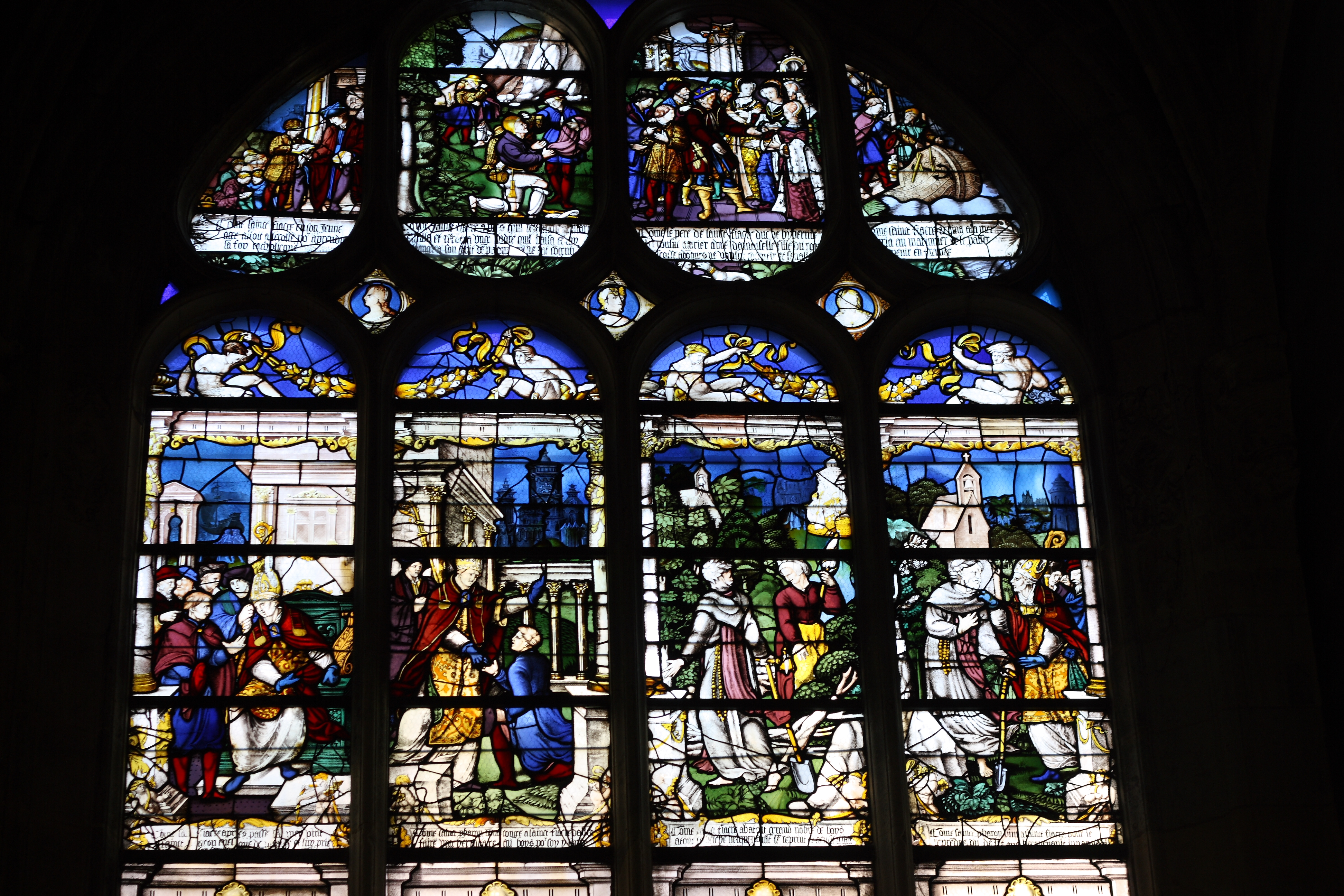
Szenen aus dem Leben des heiligen Fiacrius

- Gelübde von Ludwig dem Heiligen

Ein großes Fenster aus dem 19. Jahrhundert erinnert an das Gelübde von Ludwig dem Heiligen. Im Jahr 1244 war der König während seines Aufenthaltes in der Abtei Maubuisson schwer erkrankt und er gelobte, zum Kreuzzug aufzubrechen, falls er wieder gesund würde. Der Bischof von Paris überreicht dem König das Kreuzfahrerkreuz. Neben Ludwig dem Heiligen sind seine Mutter Blanka von Kastilien, seine Gemahlin Margarete von Provence und die Nonnen von Maubuisson dargestellt. Im Hintergrund kann man die Stadtmauern von Pontoise und die Kirche Saint-Maclou erkennen.
- Prozession von Pontoise

Ein anderes Fenster, das die Signatur des Glasmalers Édouard Didron und die Jahreszahl 1887 trägt, stellt eine Bittprozession anlässlich einer Pestepidemie in Pontoise dar. 
- Chorfenster

1955 ersetzte Max Ingrand die Chorfenster, die bei Bombardierungen während des Zweiten Weltkriegs zerstört worden waren, durch moderne Fenster. 

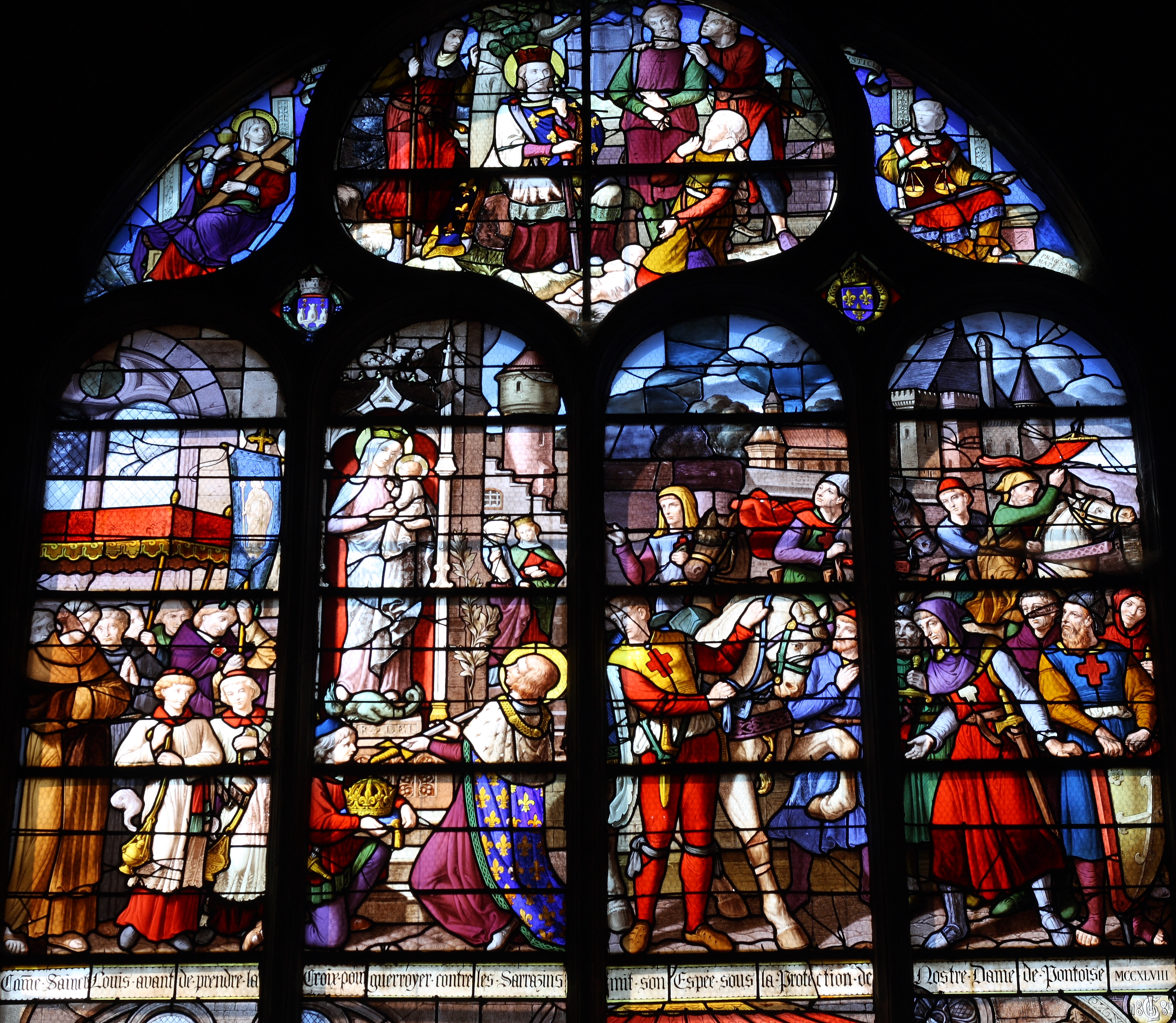
Gelübde von Ludwig dem Heiligen
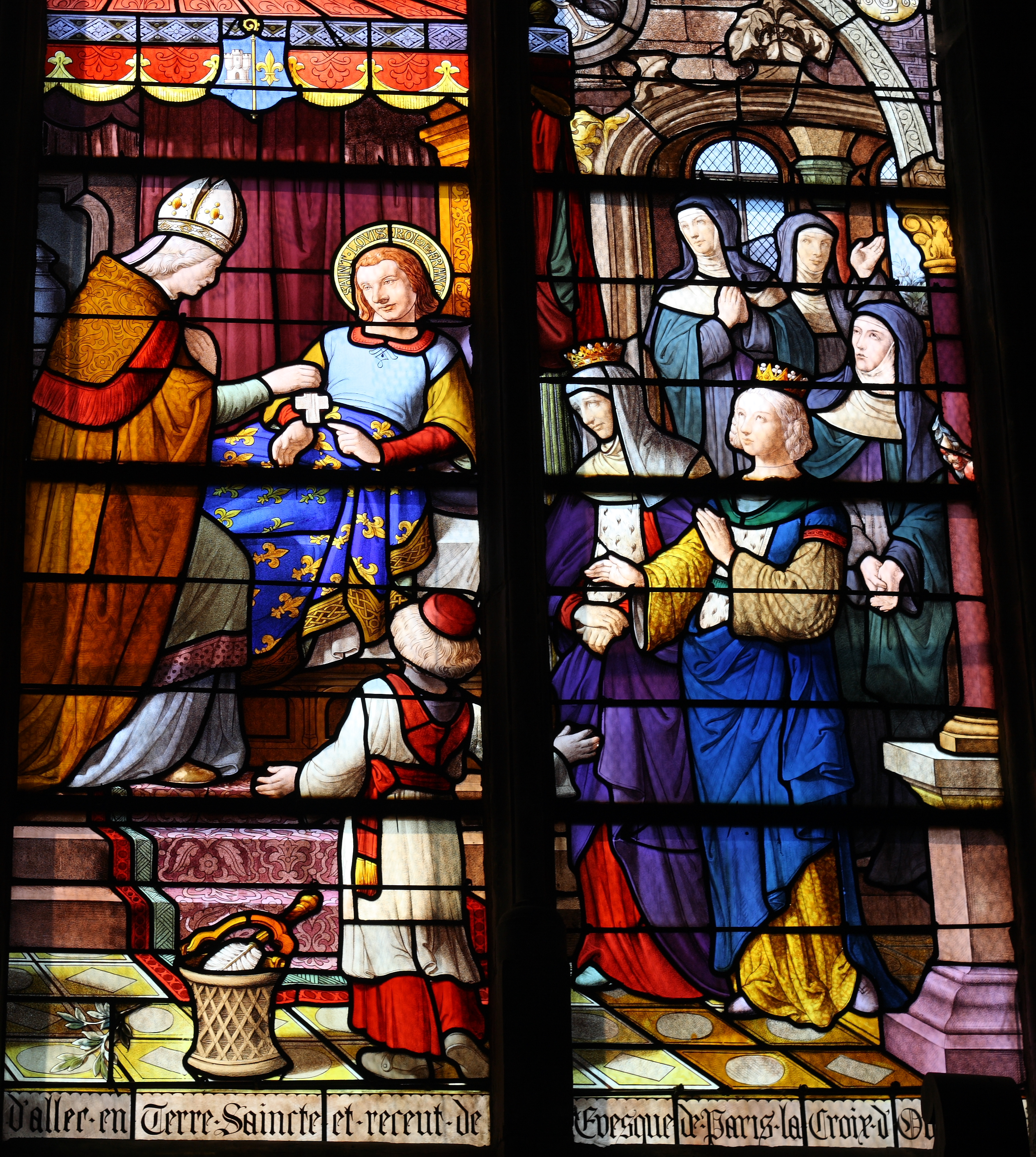
Gelübde von Ludwig dem Heiligen
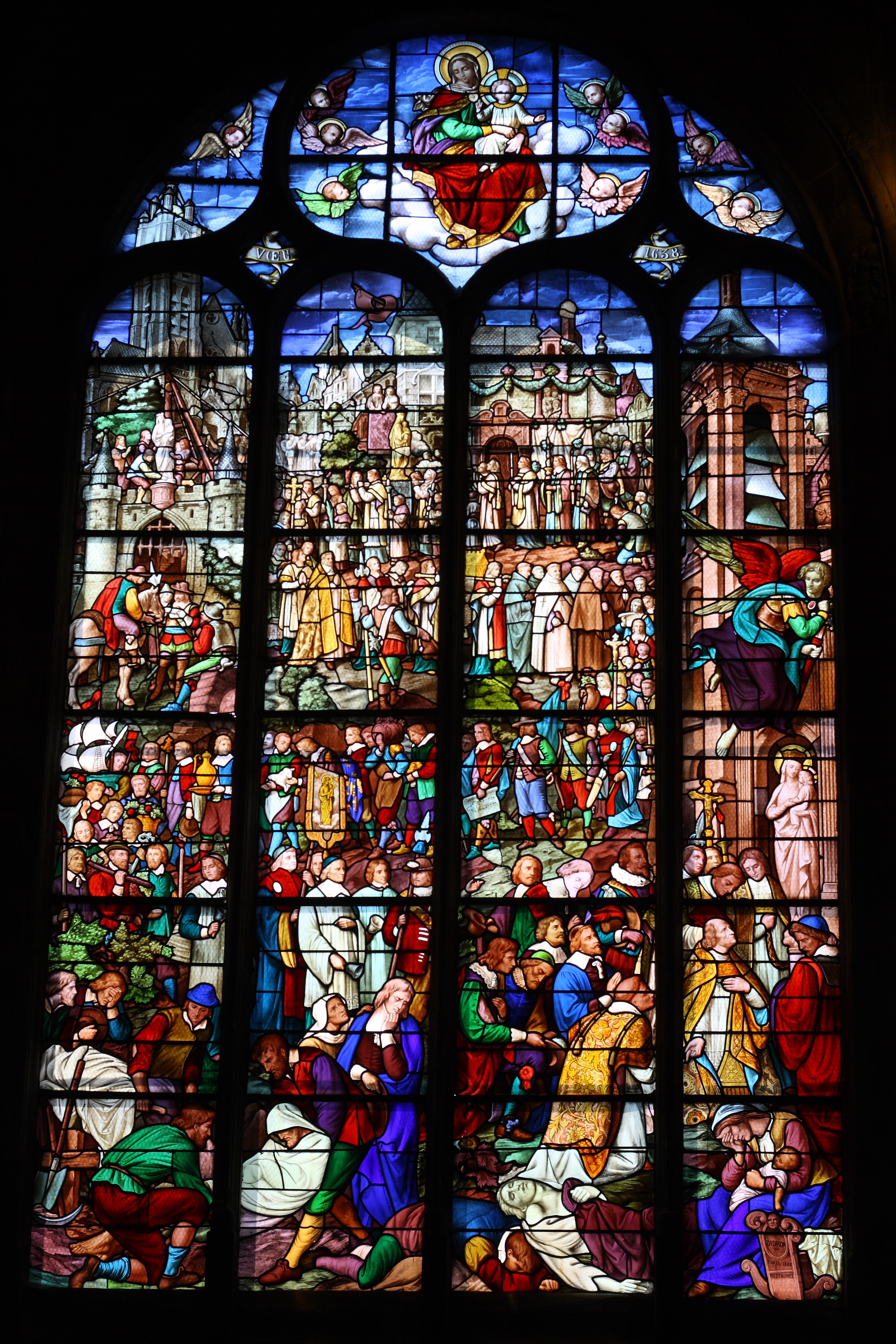
Prozession von Pontoise

## Ausstattung

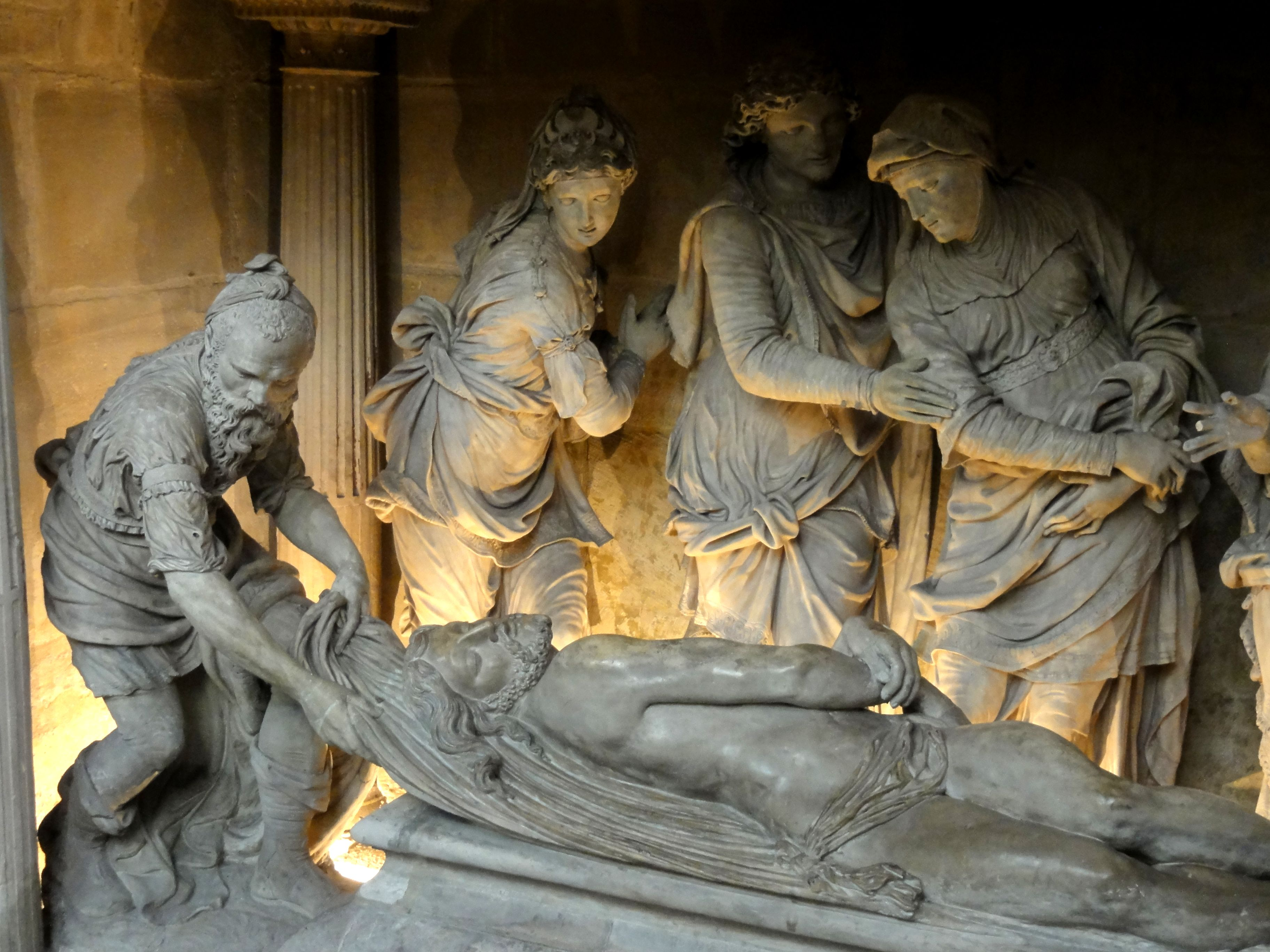
Grablegung

- Aus dem 17. Jahrhundert stammen das Lesepult, das Chorgestühl, die Chorschranke und die Kanzel.
- In der Passionskapelle befindet sich eine Grablegungsgruppe, die um 1550 datiert und dem Bildhauer Nicolas Leprince zugeschrieben wird.[5]

## Orgel

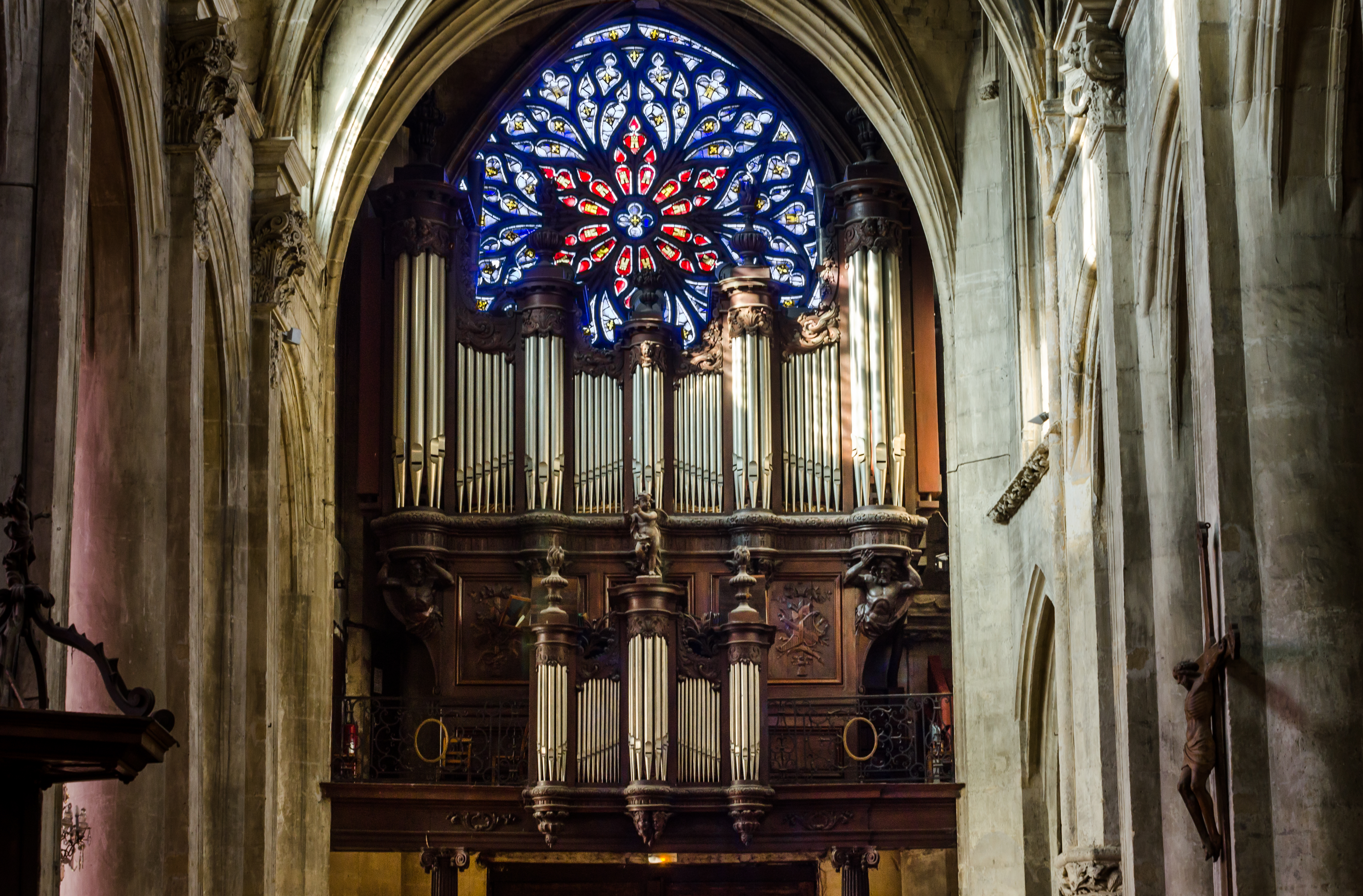
Orgel

Die Orgel stammt aus dem Jahr 1716. Das Orgelgehäuse wurde von Michel Pellet geschaffen und ist mit Atlanten und Flammenvasen skulptiert. Der instrumentale Teil wurde mehrfach restauriert und ergänzt (François-Henry Clicquot 1784, Aristide Cavaillé-Coll 1877, Victor Gonzalez 1931 und Danion-Gonzalez 1979).
| I Positif de Dos C–g3 |        |
| Principal             | 8′     |
| Bourdon               | 8′     |
| Prestant              | 4′     |
| Flûte                 | 4′     |
| Nasard                | 2 ⁄3′  |
| Doublette             | 2′     |
| Tierce                | 1 3⁄5′ |
| Plein-Jeu IV          |        |
| Trompette             | 8′     |

| II Grand Orgue C–g3 |        |
| Bourdon             | 16′    |
| Montre              | 8′     |
| Bourdon             | 8′     |
| Flûte               | 8′     |
| Prestant            | 4′     |
| Flûte               | 4′     |
| Quinte              | 2 ⁄3′  |
| Doublette           | 2′     |
| Piccolo             | 1′     |
| Cornet V            |        |
| Fourniture IV       |        |
| Cymbale III         |        |
| Bombarde            | 8′–16′ |
| Trompette           | 8′     |
| Clairon             | 4′     |

| III Récit expressif C–g3 |        |
| Quintaton                | 16′    |
| Diapason                 | 8′     |
| Cor de nuit              | 8′     |
| Gambe                    | 8′     |
| Voix céleste             | 8′     |
| Prestant                 | 4′     |
| Flûte                    | 4′     |
| Octavin                  | 2′     |
| Plein-Jeu IV             |        |
| Cymbale III              |        |
| Bombarde                 | 8′–16′ |
| Trompette                | 8′     |
| Basson-Hautbois          | 8′     |
| Voix humaine             | 8′     |
| Clairon                  | 4′     |
| Tremolo                  |        |

| IV Écho C–g3   |        |
| Flûte à fuseau | 8′     |
| Flûte douce    | 4′     |
| Nasard         | 2 ⁄3′  |
| Doublette      | 2′     |
| Tierce         | 1 3⁄5′ |
| Larigot        | 1 ⁄3′  |
| Cymbale III    |        |
| Cromorne       | 8′     |

| Pédale C–g1 |     |
| Basse       | 32′ |
| Contrebasse | 16′ |
| Soubasse    | 16′ |
| Flûte       | 8′  |
| Basse       | 8′  |
| Flûte       | 4′  |
| Flûte douce | 4′  |
| Bombarde    | 16′ |
| Trompette   | 8′  |
| Clairon     | 4′  |

- Koppeln: I/II, III/I, III/II, I/P, II/P, III/P, IV/P
- Spielhilfen: Registercrescendo

## Glocken
Im Turm der Kathedrale hingen vor 1789 sieben oder acht Kirchenglocken, die im Zuge der Französischen Revolution eingezogen und zur Herstellung von Kanonen und Münzgeld eingeschmolzen wurden. Heute enthält der Turm lediglich drei Glocken:
- Die große Glocke Louise aus dem Jahr 1735 hat ein Gewicht von fast vier Tonnen.
- Die mittlere Glocke Eloy aus dem Jahr 1543 ist die älteste, kann aber nicht geläutet werden, weil sie einen Riss hat.
- Die dritte Glocke Henry aus dem Jahr 1554 hing einst im Alten Rathaus. Sie befindet sich in der Kuppel und schlägt die Uhrzeit zur vollen und zur halben Stunde.